# Markaz al Jīzah
Markaz al Jīzah (arabiska: مركز الجيزة) är en region i Egypten.   Den ligger i guvernementet Giza, i den norra delen av landet, 14 km söder om huvudstaden Kairo.